# چیدمان فضا
چیدمان فضا یا نحوفضا (Space syntax) مجموعه‌ای از نظریه‌ها و فنون مربوط به تحلیل پیکره‌بندی فضایی  را در بر می‌گیرد. این طرح توسط بیل هیلیر، جولیان هانسون و همکارانش در بارتلت، کالج دانشگاهی لندن در اواخر دهه ۱۹۷۰ تا اوایل دهه ۱۹۸۰ به عنوان ابزاری برای کمک به برنامه‌ریزان شهری برای شبیه‌سازی اثرات اجتماعی احتمالی طرح‌های خود مطرح شد.
ایده کلی این است که فضاها را می‌توان به مؤلفه‌هایی تقسیم کرد، به عنوان شبکه‌های انتخاب شده مورد تجزیه و تحلیل قرار داد و سپس به عنوان نقشه‌ها و نمودارهایی معرفی کرد که ارتباط و یکپارچگی نسبی آن فضاها را توصیف کند. این سه مفهوم اساسی از فضا استوار است:
- ایزوویست (isovist) (معروف شده توسط مایکل بندیکت در دانشگاه تگزاس)، یا چند ضلعی دید یا دید، زمینه نمایش از هر نظر ویژه
- فضای محوری (ایده‌ای که توسط بیل هیلیر در UCL رایج شده‌است)، یک مسیر دید مستقیم و مسیر ممکن
- فضای محدب (محبوب شده توسط جان پپونیس، و همکارانش در جورجیا تکنیک)، یک خلأ قابل اشغال است که اگر تصور شود به عنوان یک نمودار سیم فریم، هیچ خط بین دو نقطه از آن خارج از محیط آن نمی‌رود: تمام نقاط درون چند ضلعی برای همه دیگر قابل مشاهده است نقاط درون چند ضلعی.

سه روش محبوب برای تحلیل شبکه خیابانی عبارتند از: هم‌پیوندی ، انتخاب و فاصله عمق.
- هم پیوندی: با استفاده از کوتاه ترین مسیرها ، برای رسیدن به سایر بخش های خیابانی شبکه ، چند چرخش از یک بخش خیابان را اندازه گیری می کند. اگر مقدار چرخش مورد نیاز برای رسیدن به همه بخشهای موجود در نمودار مورد تجزیه و تحلیل قرار گیرد ، گفته می شود که این تجزیه و تحلیل اندازه گیری ادغام در شعاع "n" است. بخش تقاطع اول فقط نیاز به یک چرخش دارد ، دومین چرخش و غیره. بخش های خیابانی که برای رسیدن به خیابان های دیگر به حداقل میزان چرخش احتیاج دارند ، "یکپارچه ترین" نامیده می شوند و معمولاً با رنگهای گرمتر ، مانند قرمز یا زرد نشان داده می شوند. به جای مقیاس کل شبکه ، یکپارچگی را می توان در مقیاس محلی نیز مورد تجزیه و تحلیل قرار داد. به عنوان مثال در مورد شعاع 4 ، تنها چهار چرخش در حال عبور از هر بخش خیابان شمارش می شوند. از لحاظ تئوریکی ، اقدامات ادغام پیچیدگی شناختی رسیدن به خیابان را نشان می دهد ، و اغلب گفته می شود که استفاده عابران از یک خیابان را "پیش بینی" می کند. استدلال می شود که رسیدن به خیابان آسان تر است ، از آن باید محبوب تر استفاده شود. در حالی که شواهد و مدارکی در مورد این حقیقت وجود دارد ، این روش همچنین به سمت خیابانهای طولانی و مستقیم که با خیابانهای دیگر تقاطع دارند ، مغرضانه است. چنین خیابان هایی ، مانند خیابان آکسفورد در لندن ، کاملاً یکپارچه است. با این حال ، یک خیابان کمی پیچیده به همان طول معمولاً به عنوان یک خط واحد در نظر گرفته نمی شود ، بلکه در عوض به بخش های مستقیم مستقیم تقسیم می شود ، که باعث می شود خیابان های منحنی در تحلیل کمتر یکپارچه به نظر برسند.
- انتخاب: اندازه گیری انتخاب ساده ترین درک به عنوان یک "جریان آب" در شبکه خیابان است. تصور کنید که به هر بخش خیابانی یک بار اولیه از یک واحد آب داده می شود ، که بعد از آن شروع به ریختن از قسمت خیابان شروع می کند به تمام بخش های دیگر که پی در پی به آن وصل می شوند. هر بار که تقاطع ظاهر می شود ، مقدار باقی مانده جریان به طور مساوی بین خیابان های تقسیم تقسیم می شود ، تا زمانی که تمام بخش های خیابانی دیگر در نمودار برسد. به عنوان مثال ، در تقاطع اول با یک خیابان دیگر ، مقدار اولیه یک به دو مقدار باقیمانده از یک نصف تقسیم می شود و به دو بخش خیابان تقاطع تقسیم می شود. با حرکت به پایین پایین ، مقدار نیمه دیگر باقی مانده دوباره تقسیم می شود. خیابان های تقاطع و غیره هنگامی که همان روش با استفاده از هر بخش به عنوان نقطه شروع برای مقدار اولیه یک انجام شده است ، سپس نمودار مقادیر نهایی ظاهر می شود. گفته می شود خیابان هایی که بیشترین مقدار کل جریان انباشته را دارند بیشترین ارزش انتخاب را دارند. مانند یکپارچه سازی ، تجزیه و تحلیل انتخاب نیز می تواند به شعاع محلی محدود ، به عنوان مثال 400 متر ، 800 متر ، 1600 متر و غیره محدود شود. غیره. تفسیر انتخاب روش تجزیه و تحلیل پیچیده تر از ادغام است. Space Syntax استدلال می کند که این مقادیر غالباً پیش بینی جریان ترافیک خودرو در خیابان ها را نشان می دهند. با این حال ، به طور دقیق ، می توان تصور کرد که تجزیه و تحلیل Choice نشان دهنده تعداد تقاطع هایی است که برای رسیدن به خیابان باید از آن عبور کنند. اما ، از آنجا که مقادیر جریان تقسیم شده و در هر تقاطع کم نمی شوند ، خروجی توزیع نمایی را نشان می دهد. برای به دست آوردن یک تصویر دقیق تر ، بهتر است که از دو پایه پایه استفاده کنید.
- عمق فاصله: بصری ترین روش از سه روش تجزیه و تحلیل است ، مسافت خطی از نقطه مرکزی هر قطعه خیابان تا نقاط مرکز همه بخش های دیگر را توضیح می دهد. اگر هر بخش به طور متوالی به عنوان نقطه شروع انتخاب شود ، آنگاه گرافیکی از مقادیر نهایی تجمیعی حاصل می شود. گفته می شود خیابان هایی با کمترین مقادیر عمق فاصله به کلیه خیابان های دیگر نزدیک هستند. باز هم ، شعاع جستجو می تواند به هر مسافت محدود شود.

چیدمان فضا(نحو فضا) به عنوان یک روش پژوهش در معماری، در اوایل دهه 1970  توسط بیل هیلیر ، آدریان لیمن و آلن بتی بنیان نهاده شد. این سه نفر، پژوهشگرانی بودند که در دانشکده مطالعات محیط زیست در UCL (اکنون با نام بارتلت شناخته می شوند) گرد هم آمده بودند. بیل هیلیر به عنوان جانشین جان ماسگروو به عنوان مدیر واحد مطالعات معماری (UAS) منصوب شده بود. آنها یک برنامه جدید کارشناسی ارشد را در مطالعات معماری پیشرفته ایجاد کردند و شروع به برنامه تحقیقاتی کردند که هدف آن ایجاد یک مبانی نظری برای معماری بود. پیش از این بیل هیلیر به عنوان دبیر RIBA ، مقاله هایی را با دیگران در مقدمه این نظریه، نوشته بود ، به ویژه "دانش و طراحی" و "طراحی چگونه ممکن است". اینها پایه و اساس تئوریک را برای مجموعه ای از مطالعات قرار داده اند که در پی آن بودند تا چگونگی ارتباط محیط ساخته شده با جامعه را روشن کنند. یکی از دانشجویان در اولین گروههای دانشجویی در MScAAS ، جولیان هانسون بود که به نویسندگی کتاب "Logic Social of Space" (SLS) با بیل هیلیر (CUP ، 1984) کمک کرد. این کتاب، در یک مجموعه منسجم، یک بررسی جامع از برنامه تحقیق تا آن نقطه را گرد هم آورد. علاوه بر آن، یک نظریه کامل را برای چگونگی ساخت ساختمانها و سکونتگاههایی که بشر ساخته است ارائه می دهد. در اینجا هیلیر و هانسون می نویسند که ساختمانها و سکونتگاهها صرفاً محصول فرایندهای اجتماعی نیستند ، بلکه در تولید آن نیز نقش ایفا می کند. اشکال اجتماعی SLS همچنین یک رویکرد تحلیلی در نمایندگی و کمی سازی پیکربندی فضایی در ساختمان و مقیاس اسکان ایجاد کرد و هم مطالعات تطبیقی و هم تجزیه و تحلیل رابطه بین پیکره بندی مکانی و جنبه عملکرد اجتماعی در محیط ساخته شده را ممکن ساخت. به نظر می رسد که این روش ها همراه با نظریه های اجتماعی از قدرت توصیفی خوبی برخوردار هستند. امروزه، چیدمان فضا(نحو فضا) به ابزاری تبدیل شده است که در سراسر جهان در زمینه های مختلف تحقیقاتی و کاربردهای طراحی در معماری ، طراحی شهری ، شهرسازی ، حمل و نقل و طراحی داخلی مورد استفاده قرار می گیرد. بسیاری از برنامه های برجسته طراحی توسط معماری و برنامه ریزی شهری Space Syntax Limited انجام شده است ، که در سال 1989 در Bartlett ، کالج دانشگاه لندن بنیان نهاده شد. طی یک دهه گذشته ، از تکنیک های چیدمان فضا(نحو فضا) برای تحقیقات در باستان شناسی ، فناوری اطلاعات ، جغرافیای شهری و انسانی و مردم شناسی استفاده شده است. از سال 1997 ، انجمن چیدمان فضا(نحو فضا) کنفرانس های دوسالانه برگزار کرده است ، و بسیاری از مجلات ژورنال در این زمینه ، به طور عمده در مجله علمی بسیار معتبر "محیط زیست و برنامه ریزی B" منتشر شده است.

## کتابهای اصلی
1. 1984 منطق اجتماعی فضا نوشته بیل هیلیر و جولیان هانسن
2. 1996 فضا ماشین است "یک نظریه پیکره بندی در معماری" نوشته بیل هیلیر
3. 1998 رمز گشایی از خانه و کاشانه نوشته جولیان هانسن

روایی پژوهشی نظریه گراف ها در چیدمان فضا به دلیل وجود پارادوکس ها و تناقضات درونی بسیار به چالش کشده شده است.این پارادوکس توسط کارلو رتی در انستیتوی فناوری ماساچوست در نوشته های چندی واکاوی شد ، اما در یک تبادل آکادمیک پرشور با بیل هیلیر و آلن پن به طور جامع رد شد. اقداماتی صورت گرفته است که ترکیب نحو فضا را با مدلهای مهندسی حمل و نقل سنتی تر ، استفاده از تقاطع ها به عنوان گره ها و ساخت نمودارهای دید برای پیوند آنها ، توسط محققان از جمله بن جیانگ ، والریو کوتینی و مایکل بتی انجام داده است. اخیراً نیز تحقیقاتی صورت گرفته است که ترکیب نحو فضا را با تجزیه و تحلیل قابلیت دسترسی جغرافیایی در GIS ، مانند مکانهای نحوی مکانی که توسط گروه تحقیقاتی تجزیه و تحلیل فضایی و طراحی در موسسه سلطنتی فناوری در استکهلم ، سوئد ساخته شده است ، ترکیب کرده است. مجموعه ای از آثار بین رشته ای که از سال 2006 توسط ویتو لااتارا ، سرجیو پورتا و همکارانش منتشر شده و با ارائه یک رویکرد شبکه ای به تحلیل و طراحی مرکزیت خیابانی ، سهم Space Syntax را در ده ها سال از مطالعات قبلی در فیزیک شبکه های پیچیده فضایی برجسته کرده اند.
وب سایت موسسه اسپیس سینتکس درباره این نظریه و ابزارهای آن اینگونه توضیح می دهد:
چیدمان فضا یک رویکرد دانش محور و مبتنی بر علوم انسانی است که به بررسی روابط بین طرح بندی فضایی و طیف وسیعی از پدیده های اجتماعی ، اقتصادی و محیطی می پردازد.این پدیده ها شامل الگوهای حرکت ،  تراکم ، کاربری اراضی و ارزش زمین. رشد شهری و تمایز اجتماعی؛ توزیع ایمنی و جرم و تعامل هستند.چیدمان فضا در دهه 1970 توسط پروفسور بیل هیلیر ، پروفسور جولیان هانسون و همکارانش در Bartlett ، University College London بنیان نهاده شد. امروزه ، چیدمان فضا در صدها دانشگاه و مؤسسه آموزشی و همچنین شیوه های حرفه ای مربوط به آن و ابزارهای آن در سراسر جهان مورد استفاده و توسعه قرار می گیرد. با استفاده از تجزیه و تحلیل کمی و فن آوری رایانه ای ، چیدمان فضا مجموعه ای از تئوری ها و روش ها را برای تجزیه و تحلیل پیکره بندی های فضایی از انواع و در همه مقیاس ها فراهم می کند.
تحقیقات با استفاده از رویکرد چیدمان فضا نشان داده است که:
1. الگوهای حرکتی به طرز قدرتمندی توسط طرح فضایی شکل می گیرند
2. الگوهای امنیتی و ناامنی تحت تأثیر طراحی فضایی قرار می گیرند
3. این رابطه تحول مراکز و مراکز فرعی را ایجاد می کند که شهرها را زنده می کند
4. تفکیک مکانی و آسیب های اجتماعی در شهرها با یکدیگر ارتباط دارد
5. ساختمانها می توانند فرهنگهای سازمانی تعاملی تری ایجاد کنند.

## حوزه ها و زمینه های تحقیقاتی
روش چیدمان فضا برای کمک به معماران در شبیه سازی اثرات احتمالی طرح های خود را بر روی افرادی که در آنها اشغال شده و به حرکت درآمده اند ، ساخته شده است. از زمان بوجود آمدن این نظریه و ابزارهای وابسته به آن،  در سراسر جهان در زمینه های مختلف پژوهشی و کاربردهای عملی از جمله باستان شناسی ، جرم شناسی ، فناوری اطلاعات ، جغرافیای شهری و انسانی ، مردم شناسی و علوم شناختی رشد کرده است.

## برنامه های کاربردی عملی
در عمل ، چیدمان فضا مجموعه ای از اصول برنامه ریزی و طراحی و همچنین ابزاری برای تولید و ارزیابی ایده ها را ارائه می دهد. پروژه های "جاری" سؤالات اساسی تحقیقاتی را مطرح می کنند که از دنیای واقعی و طراحی به دانشگاه منتقل می شوند. نتیجه فرایندی از تبادل دانش و ایجاد همکاری است که نوآوری را تحریک می کند ، عمل را تسهیل می کند و درنهایت به نفع ساختمانها و شهرها ما خواهد بود. مقدمه ای برای نحو فضایی ، مروری بر نظریه و فن آوری نحو فضا ارائه می دهد. همچنین نمونه هایی از کاربرد نحو فضایی در عمل توسط Space Syntax Limited ، شرکت مشاوره ایجاد شده توسط دانشگاه کالج لندن را ارائه می دهد.
آزمایشگاه چیدمان فضا مبدأ رشته تحقیقات معماری چیدمان فضا است.تحقیقات چیدمان فضا به درک اساسی از رابطه بین طراحی مکانی و استفاده از فضا و همچنین پیامدهای اجتماعی طولانی مدت منجر شده است.آزمایشگاه نحوی فضایی  یو سی ال لندن مرکز بین المللی این تئوری و متدولوژی است که با عنوان "چیدمان فضا" شناخته می شود. این مطالعه به بررسی تأثیرات طراحی مکانی بر جنبه های عملکرد اجتماعی ، سازمانی و اقتصادی ساختمانها و مناطق شهری می پردازد.این آزمایشگاه شامل مرکز وی آر برای محیط زیست ساخته شده است ، که وظیفه آن رساندن طیف گسترده ای از گرافیک های رایانه ای ، تعامل و داده های دیجیتالی به ساختمان مجازی است که در حال حاضر چرخه طراحی-توسعه-عملیات را هدایت می کند.این گروه همچنین با Space Syntax Limited ، یک شرکت تحقیقاتی و انتقال کاربرد spin out UCL در ارتباط است ، که هم اکنون در حال کار بر روی طیف وسیعی از پروژه های زنده از سازمان های کاربر نهایی در صنعت و دولت محلی است.تحقیق انجام شده در اینجا با هدف:
1. تدوین تئوری ها و آزمایش این موارد با مطالعه تأثیرات طراحی مکانی بر جنبه های عملکرد اجتماعی ، سازمانی و اقتصادی ساختمانها و مناطق شهری
2. برای ادغام رویکردهای محاسباتی در قلب فرآیند طراحی ، از جمله تجزیه و تحلیل ساختاری ، اجتماعی و محیطی
3. برای ایجاد نسل از راه حل های طراحی که ترکیبی از یادگیری ماشین ، بهینه سازی و نوآوری فن آوری است
4. توسعه و انتشار راه های طراحی ، تولید و بهره برداری از ساختمانها و مناطق شهری با استفاده از تکنیک های واقعیت مجازی و واقعیت افزوده
5. برای توسعه راه های طراحی برای تعامل تجسم یافته با و از طریق معماری رسانه ها

با استفاده از الگوریتم های ریاضی و فن آوری رایانه های زمینی ، چیدمان فضا امکان تجزیه و تحلیل پیکره بندی های مکانی از انواع و در همه مقیاسها را فراهم می کند. کاربردهای گسترده ای در زمینه های معماری ، طراحی شهری ، برنامه ریزی ، حمل و نقل و طراحی داخلی دارد.
شبکه محققان و دست اندرکاران هر دو سال یکبار در Symposia Space Syntax گردهم می آیند تا درباره کارهای جدیدی بحث و تبادل نظر داشته باشند.
- دوازدهمین سمپوزیوم بین المللی چیدمان فضا

2019 پکن ، چین
- یازدهمین سمپوزیوم بین المللی

2017 لیسبون ، پرتغال
- دهمین سمپوزیوم بین المللی

2015 لندن ، انگلیس
- نهمین سمپوزیوم بین المللی

2013 سئول ، کره جنوبی
- هشتمین سمپوزیوم بین المللی

2012 ، سانتیاگو ، شیلی
- هفتمین سمپوزیوم بین المللی

2009 استکهلم ، سوئد
- ششمین سمپوزیوم بین المللی

2007 استانبول ، ترکیه
- پنجمین سمپوزیوم بین المللی

2005 دلفت ، هلند
- چهارمین سمپوزیوم بین المللی

2003 لندن ، انگلیس
- سومین سمپوزیوم بین المللی

2001 آتلانتا ، ایالات متحده
- دومین سمپوزیوم بین المللی

1999 برزیلی ، برزیل
- اولین سمپوزیوم بین المللی

1997 لندن ، انگلیس

## کمیته علمی سمپوزیوم دوسالانه چیدمان فضا
Space Syntax Symposia توسط کمیته ای متشکل از محققان برجسته Space Syntax اداره می شود.
اعضاء
1. لوئیز آموریم Laboratório de Estudos Avançados em Arquitetura، Universidade Federal de Pernambuco برزیل
2. روت کونرو دالتون دانشکده تحصیلات تکمیلی بارتلت UCL ، انگلستان
3. مارگاریتا گرین Escuela de Arquitectura ، Pontificia Universidad Católica de شیلی ، شیلی
4. جولیان هانسون دانشکده تحصیلات تکمیلی بارتلت ، UCL ، انگلستان
5. بیل هیلیر دانشکده تحصیلات تکمیلی بارتلت ، UCL ، انگلستان
6. فردریک دو هولاندا Faculdade de Arquitetura e Urbanismo، Universidade de Brasília، برزیل
7. کیوان کریمی Space Syntax Limited ، انگلیس
8. جوان اوک کیم
9. بیورن کلارکویست
10. آیزه سمات كوبت دانشکده معماری ، دانشگاه فنی استانبول ، ترکیه
11. لارس مارکوس دانشکده معماری و محیط ساخته شده ، KTH ، سوئد
12. آکانیس وان نس؛ دانشکده معماری ، دانشگاه صنعتی دلفت ، هلند
13. آلن پن دانشکده تحصیلات تکمیلی بارتلت ، UCL ، انگلستان
14. جان پپونیس کالج معماری ، انستیتوی فناوری جورجیا ، ایالات متحده
15. استفن رد گروه شهرسازی ، دانشگاه صنعتی دلفت ، هلند
16. جسپر استین دانشکده معماری و محیط ساخته شده ، KTH ، سوئد
17. لورا وگان دانشکده تحصیلات تکمیلی بارتلت ، UCL ، انگلستان
18. جین وینمن دانشکده معماری و شهرسازی Taubman ، دانشگاه میشیگان ، ایالات متحده آمریکا

ژورنال چیدمان فضا یک مجله دانشگاهی است که مقالات علمی با داوری را در زمینه اختصاصی مذکور چاپ می نماید و به تحقیقات مربوط به روابط بین جامعه و فضا می پردازد. این ژورنال در حالی که در زمینه تحقیقاتی معروف به چیدمان فضا است که ژورنال نام خود را بر آن نهاده است ، زمینه تحقیق خود را به معنای گسترده ای در نظر می گیرد و مقالات طیف گسترده ای از تئوری ها ، رویکردها و روش های مختلف را مورد توجه قرار می دهد. این ژورنال هم تحقیق کمی و هم کیفی ، تجربی ، نظری ، روش شناختی و انواع دیگر مقالات را می پذیرد ، جایی که گنجاندن آن براساس کیفیت سهم و ارتباط آن با دامنه مجله است.
از نظر موضوعی ، این ژورنال مقالات تحقیقاتی منظم و همچنین مقالات مربوط به آموزش ، تمرین ، نرم افزار ، توسعه روش و انواع دیگر مقالات را می پذیرد. این مجله موضوعات و مباحث مختلفی از معماری تا جغرافیا ، مقیاس کوچکتر مکانهای محلی یا ساختمانهای کوچک تا مقیاسهای بزرگ شهرها ، مناطق و فراتر از آن را تشویق می کند. مقالاتی درباره روابط بین فضا و استفاده ، تفسیر ، معنی ، عمل ، فرهنگ و هرگونه برداشت دیگر از استقبال فضای بین جامعه و جامعه ، جایی که انتخاب بخش باید مبتنی بر دقت تحقیق ، عمق تحقیق ، دقیق بودن زمینه سازی و ... باشد. نوع مشارکت بنابراین کلیه مباحث و مضامین در کلیه بخش ها امکان پذیر است به شرط آنکه استانداردهای با کیفیت بالایی را که ژورنال برای هر بخش انتظار دارد ، داشته باشد.
نرم افزار تجزیه و تحلیل مکانی برای معماران حرفه ای و محققان دانشگاهی جهت استفاده تجاری و غیرتجاری در دسترس است. انواع نرم افزارهای مختلف Space Syntax برای تجزیه و تحلیل مکانی در دسترس هستند.
آموزش UCL و Space Syntax Limited برای تسهیل انتشار اصول ، نحوات و نرم افزارهای Space Syntax Space ، یک "بستر آموزش آنلاین خلاصه فضایی" ایجاد کرده اند. کتابچه راهنمای جامع "روش چیدمان فضا" ، تالیف شده توسط Kinda Al-Sayed و همکاران (2014) ، که برای تدریس در UCL استفاده می شود ، یک مقدمه و آموزش گام به گام برای تازه کارها برای یادگیری تکنیک ها و روش های تحلیل چیدمان فضا ارائه می دهد. بر اساس deepmapX. Space Syntax Limited همچنین برای افراد و سازمانها در استفاده از ابزارها و تکنیکهای آگاهانه مدارک خود آموزش هایی را ارائه می دهد.کتابی با عنوان بین لپ تاپ و مداد (2011) مقدمه ای مصور برای استفاده از نرم افزار Space Syntax ارائه داده است.
1. deepmapX

DepthmapX یک پلتفرم نرم افزاری منبع چندرسانه ای متن باز برای انجام مجموعه ای از تحلیل های شبکه فضایی است که برای درک فرآیندهای اجتماعی در محیط ساخته شده طراحی شده است. این ساختمان در مقیاس های مختلفی از ساخت و ساز از طریق شهری کوچک تا کل شهرها یا ایالت ها کار می کند. در هر مقیاس ، هدف این نرم افزار تهیه نقشه عناصر فضای باز ، اتصال آنها از طریق برخی از رابطه ها (به عنوان مثال ، قابلیت اطمینان یا همپوشانی) و سپس انجام تجزیه و تحلیل گرافیکی شبکه حاصل است. هدف از تحليل ، استخراج متغيرهايي است كه ممكن است اهميت اجتماعي يا تجربي داشته باشند.
1. جعبه ابزار چیدمان فضا Qgis

جعبه ابزار Syntax Qgis یک افزونه QGIS برای شبکه فضایی و تجزیه و تحلیل آماری است. این یک بخش جلویی برای نرم افزار deepmapX در QGIS فراهم می کند ، گردش کار فضای تجزیه و تحلیل نحو فضای کاربر را در یک محیط GIS و یک تجزیه و تحلیل شبکه فضایی یکپارچه ارائه می دهد. علاوه بر این ، این شامل ابزارهایی برای مدیریت و تحلیل داده های شهری ، یعنی کاربری اراضی ، ورودی ها ، جلو ، حرکت عابر پیاده ، خطوط مرکز جاده و مناطق خدماتی است.
در ابتدا توسط Jorge Gil در آزمایشگاه چیدمان فضا ، Bartlett ، UCL توسعه یافته ، این افزونه شامل مشارکت هایی از:
```
   Space Syntax Limited - Ioanna Kovolou ، Abhimanyu Acharya ، Stephen Law ، Laurens Versluis
```

Online Platform Training Space Syntax  
اصول تئوری چیدمان فضا را معرفی می کند و یک منبع آموزشی یکپارچه را برای دانشگاهیان و دست اندرکاران فراهم می کند.
سایت در پنج بخش ساخته شده است:
1. بررسی اجمالی
2. استفاده از نحو فضایی
3. نرم افزار و آموزش
4. واژه نامه
5- تماس 
پلت فرم آموزش آنلاین توسط آزمایشگاه چیدمان فضا در Bartlett ، کالج دانشگاه لندن و Space Syntax Limited ایجاد شده است. این دو سازمان بیش از 25 سال در توسعه دانشگاهی و استفاده تجاری از نحو فضا با یکدیگر کار کرده اند.
تعریف پیکره بندی فضایی را می توان در زبان و بیان هیلیر اینگونه دید که پیکره بندی بیش از آنکه به اجزاء یک معماری اشاره داشته باشد به کلیت آن اشاره می کند. یک مجموعه ای از روابط بین اشیائی است که در ساختار کلی فضا دارای روابطی پیچیده و داخلی هستند (Hillier, 1996, ص. 24-26). وی می نویسد پیکره بندی راهی است برای رسمی کردن ایده هایی که به سادگی بیان می شود اما زبانی برای بیان ریاضی و منطقی ندارند. اگر روابط فضایی  بر مبنای آنچه رخ می دهد بازتعریف شود، آنگاه هر جا ارتباطی میان دوفضا وجود دارد، پیکره بندی نیز وجود دارد و هر جا این رابطه تغییر می کند، پیکره بندی نیز تغییر می کند. این تعریف رسمی از پیکره بندی است.
- "Space Syntax". 2009. En.Wikipedia.Org. Accessed October 30 2019. https://en.wikipedia.org/wiki/Space_syntax.
- http://www.spacesyntax.net/
- Hillier، Leaman A.، و Bedford M. (1976). Space Syntax. Environment and Planning B: Planning and Design، 147-185.
- B Hillier، و Leaman A. (1973). The man-environment paradigm and its paradoxes. Architectural Design، 507-511.
- B Hillier، و Penn Alan. (2004). Rejoinder to Carlo Ratti. Environment and Planning B: Planning and Design، 501-511.
- Bill Hillier، و J. Hanson. (1984). The social logic of space. Cambridge: Cambridge University Press.
- C. Schroder، W. Mackaness، و F. Reitsma. (2007). Quantifying urban visibility using 3D space syntax. the Geographical Information Science Research، (الصفحات 359-366). UK Conference, NUI Maynooth, Ireland.
- Carlo Ratti. (2004). Urban texture and Space Syntax: Some inconsistencies. Environment and Planning B، 31(4)، 487-499.
- Daniel R. Montello. (2007). THE CONTRIBUTION OF SPACE SYNTAX TO A COMPREHENSIVE THEORY OF ENVIRONMENTAL PSYCHOLOGY. Proceedings (الصفحات iv1-12). Istanbul: 6 International Space Syntax Symposium.
- F. Morais. (2018). DepthSpace3D: A New Digital Tool for 3D Space Syntax Analysis. In Formal Methods in Architecture and Urbanism. Cambridge: Cambridge Scholars Publishing.
- G. Kim، A. Kim، و Y. Kim. (2019). A new 3D space syntax metric based on 3D isovist capture in urban space using remote sensing technology. Computer Environment Urban Systems. doi:10.1016/j.compenvurbsys.2018.11.009
- Hillier. (1996). Space is the machine. London: UCL.
- James J. Gibson. (2015). The Ecological approach to visual perception. New York: Psychology Press.
- Lars Marcus. (2015). Interaction rituals and copresence-linking humans to humans in space syntax theory. Proceedings of the 10th International Space Syntax Symposium (الصفحات 109:1-109:10). London: SSS10.
- Laura Costa, Cláudia Fernandes ,Franklim Morais, Catarina Ruivo António Ascensão. (2019). 3D Space Syntax Analysis: Attributes to be Applied in Landscape Architecture Projects. urban Science.
- P. Pinho، و V. Oliveria. (2009). Combining Different Methodological Approaches to Analyze the Oporto Metropolitan Area. Proceedings of the 7th International Space Syntax Symposium (صفحه 088). Stockholm: KTH.
- Sonit Bafna. (2003). An Introduction to Space Syntax. Environment and Planning B، 18-28.
- http://joss.bartlett.ucl.ac.uk/journal/index.php/joss/about/editorialPolicies#focusAndScope

- پیله‌ور، علی اصغر، عطایی، سینا، زارعی، عبدالله (۱۳۹۱)، بررسی تأثیر میان کنش فضایی بر تعادل فضایی در ساختار شهری بجنورد با استفاده از فن نحو فضا، پژوهش‌های جغرافیای انسانی، شماره ۷۹، صص ۸۷–۱۰۲.
- جعفری بهمن، محمد علی، خانیان، مجتبی (۱۳۹۱)، مشکل یابی طرح‌های جامع از دیدگاه رفتاری و مقایسه آن با وضع موجود به روش نحو فضا، نمونه موردی محله کبابیان شهر همدان، معماری و شهرسازی آرمانشهر، شماره ۹، صص ۲۸۵–۲۹۵.
- جمشیدی، محمود (۱۳۸۲)، ملاحظاتی در مورد نظریه نحو فضا، مجله جستارهای شهرسازی، شماره ششم، صص ۲۰–۲۵.

- ریسمانچیان، امید، بل، سایمون (۱۳۸۹)، شناخت کاربردی روش نحو فضا در درک پیکره بندی فضایی شهرها، نشریه هنرهای زیبا- معماری و شهرسازی، شماره ۴۳، صص ۴۹–۵۶.
- ریسمانچیان، امید (۱۳۸۹)، برخورد روشمند در مدیریت حرکت عابر پیاده، تحلیل و مقایسه میزان دسترسی در نمونه موردی محله نظام آباد و یوسف آباد، ماهنامه منظر، مرکز پژوهشی هنر، معماری و شهرسازی نظر، شماره ۸، سال هشتم، صص۳۶–۳۸.
- ریسمانچیان، امید، بل، سایمون (۱۳۹۰)، بررسی جدا افتادگی فضایی بافت‌های فرسوده در ساختار شهر تهران به روش نحو فضا، فصلنامه علمی-پژوهشی باغ نظر، مرکز پژوهشی هنر، معماری و شهرسازی نظر، شماره ۱۷، سال هشتم، صص ۶۹–۸۰.
- شکوهی، مهشید (۱۳۸۹)، ارتقاء عملکردی-کالبدی گذر تاریخی هفت منبر، نامه معماری و شهرسازی، شماره سوم، صص ۵۷–۶۴.
- صفری،حسین  (۱۳۹۸)، روش تحقیق به شیوه چیدمان فضایی. انتشارات دانشگاه آزاد اسلامی رشت.
- عباس‌زادگان، مصطفی (۱۳۸۱)، روش نحو فضا در فرایند طراحی شهری با نگاهی به شهر یزد، فصلنامه مدیریت شهری، شماره ۹، صص ۶۴–۱۱۵.
- عباس‌زادگان، مصطفی، بیدرام، رسول، مختارزاده، صفورا (الف۱۳۹۱)، نگاهی ساختاری به اصلاح شبکه معابر در بافت‌های فرسوده جهت حل مشکل نفوذ پذیری و انزوای فضایی این محلات، نمونه موردی: بافت فرسوده مشهد، فصلنامه مدیریت شهری، شماره ۳۰، صص ۱۶۳–۱۷۸.
- عباس‌زادگان، مصطفی، مختارزاده، صفورا، بیدرام، رسول (ب۱۳۹۱)، تحلیل ارتباط میان ساختار فضایی و توسعه‌یافتگی محلات شهری به روش نحو فضا مطالعه موردی: شهر مشهد، مطالعات و پژوهش‌های شهری و منطقه‌ای، شماره ۱۴، صص ۴۳–۶۲.
- گ‍روت، ل‍ی‍ن‍دا؛ دیوید وانگ(۱۳۸۴)، روشهای تحقیق در معماری، ترجمه علیرضا عینی فر، انتشارات دانشگاه تهران.
- لطیفی، محمد، محمدجواد مهدوی‌نژاد و داراب دیبا. (1399). منطق اجتماعی فضا در مسکن بومی قاجار اصفهان. جامعه‌شناختی شهری، 10 (37)، 161- 186.
- لطیفی، محمد، محمدجواد مهدوی‌نژاد، جولیانا یاناکونه و کلارا دو واله پیمنتا. (1400). الگوی معماری اسلامی آینده با خوانش مبانی طراحی در مسکن بومی قاجار، مطالعات هنر اسلامی، 18 (42)، 327-342.
- ملازاده، عباس، پسیان، وحید بارانی، خسروزاده، محمد (۱۳۹۱)، کاربرد نحو فضایی در خیابان ولیعصر شهر باشت، مدیریت شهری، شماره ۲۹، صص۸۱–۹۰.
- همدانی گلشن، حامد. (تابستان, 1394). بازاندیشی نظریه نحوفضا، رهیافتی در معماری و طراحی شهری. هنرهای زیبا-معماری و شهرسازی، 73-85.

https://jfaup.ut.ac.ir/article_56720.html
- همدانی گلشن، حامد. (بهار, 1395). وجوه شکل شهر. مجله علمی ترویجی منظر، 149-143.

http://www.manzar-sj.com/article_16658.html
- یزدانفر، عباس، موسوی، مهناز، زرگر دقیق، هانیه (۱۳۸۸)، تحلیل ساختار فضایی شهر تبریز در محدوده بار و با استفاده از تکنیک اسپیس سینتکس، ماهنامه بین‌المللی راه و ساختمان، سال هفتم، شماره ۶۷، صص ۵۸–۶۷.

- وب سایت رسمی چیدمان فضا
- سایت رسمی انتشارات دانشگاه تهران بایگانی‌شده  در ۶ ژوئیه ۲۰۱۷ توسط Wayback Machine
- سایت رسمی پژوهشگران چیدمان فضا